# Dulhac jos Pèirapertusa
Dulhac jos Pèirapertusa (en francès Duilhac-sous-Peyrepertuse) és un municipi del Perapertusès, a la regió d'Occitània, departament de l'Aude.
Al seu terme hi ha el castell de Perapertusa.